# Мурмаші
Мурмаші (рос. Мурмаши) — смт у Кольському районі Мурманської області Російської Федерації.
Населення становить 13 688 осіб. Належить до муніципального утворення Мурмаське міське поселення .

## Населення
| 1939    | 1959    | 1970    | 1979    | 1989    | 2002    | 2009    |
| ------- | ------- | ------- | ------- | ------- | ------- | ------- |
| 2018    | ↗8840   | ↘8836   | ↗10 895 | ↗14 312 | ↗16 343 | ↘15 393 |
| 2010    | 2011    | 2012    | 2013    | 2014    | 2015    | 2016    |
| ↘14 152 | ↘14 113 | ↘13 934 | ↘13 845 | ↘13 804 | ↘13 789 | ↗13 817 |
| 2017    | 2018    | 2019    |         |         |         |         |
| →13 817 | ↘13 735 | ↘13 688 |         |         |         |         |

## Персоналії
Народились
- Штерн Геннадій Ісаакович — військовий льотчик, Герой Російської Федерації, полковник авіації.